# Saint-Martin-de-Boscherville
Saint-Martin-de-Boscherville – miejscowość i gmina we Francji, w regionie Normandia, w departamencie Sekwana Nadmorska. Przez miejscowość przepływa Sekwana. 
Według danych na rok 1990 gminę zamieszkiwało 1551 osób, a gęstość zaludnienia wynosiła 120 osób/km² (wśród 1421 gmin Górnej Normandii Saint-Martin-de-Boscherville plasuje się na 143. miejscu pod względem liczby ludności, natomiast pod względem powierzchni na miejscu 212.).